# Spathandra
Spathandra là một chi thực vật thuộc họ Melastomataceae.
Bao gồm các loài:
- Spathandra barteri, Hook.f.